# Маршинці
Ма́ршинці — село в Україні, у Новоселицькій міській громаді Чернівецького району Чернівецької області.

## Географія
Село Маршинці розташоване за 30 км від обласного та районного центру та починається одразу за містом Новоселиця, на лівому березі річки Прут, неподалік державного кордону з Румунією.

## Історія
Перша письмова згадка про село Маршинці датується 1611 роком.
На околицях села виявлені рештки поселень Ноа культури (XIV—XII століття до н. е.) та Черняхівської культури (III—IV століття нашої ери). В урочищі Солонець знайдено слов'янське поселення IX—ХІ століть.
У 1710 року в поселені збудовано дерев'яну церкву, яка була перебудована у 1858 році в муровану.
За Бухарестським мирним договором, підписаним 1812 року між Російською та Османською імперіями наприкінці російсько-турецької війни, село було приєднано до Хотинського повіту. За даними 1859 року у власницькому селі Хотинського повіту Бессарабської губернії мешкали 1634 особи (843 чоловічої та 791  жіночої статі), налічувалось 260 домогосподарств, існувала православна церква та два кордони.
Станом на 1886 рік у власницькому селі Новоселицької волості мешкало 1969 осіб, налічувалось 383 домогосподарства, існували православна церква, школа та кордон.
27 березня 1918 року, після об'єднання Бессарабії з Румунією, село Маршинці опинилося в складі Румунії, у Пласа-Ліпкані Хотинського повіту.
За переписом 1930 року в селі налічувалося 3931 особа, з них 3710 румунів, 105 росіян, 86 євреїв, 18 українців, 7 поляків та 5 німців.
У 1944 році село було приєднано до складу Новоселицького району Чернівецької області Української РСР, відповідно з адміністративно-територіальним устроєм, розробленим Сталіним.
З 24 серпня 1991 року село Маршинці у складі Незалежної Україні.
24 грудня 2017 року, в ході децентралізації, Маршинецька сільська рада об'єднана з Новоселицькою міською громадою Новоселицького району.
19 липня 2020 року, в результаті адміністративно-територіальної реформи та ліквідації Новоселицького району, село увійшло до складу новоутвореного Чернівецького району.
У 2021 році в селі Маршинці відкрито автомобільний рух відновленим мостом через річку Прут, який у 2008 році зруйнувала повінь.
У 2022 року селі з'явився провулок Червоної Рути.

## Населення
У селі проживає понад 5 тисяч мешканців. Чимало мешканців села виїхало на заробітки за кордон. Село щільно забудоване та нагадує містечко. Основна діяльність — сільське господарство.

### Мова
Розподіл населення за рідною мовою за даними перепису 2001 року:
| Мова       | Кількість | Відсоток |
| ---------- | --------- | -------- |
| румунська  | 5013      | 93.65%   |
| українська | 273       | 5.10%    |
| російська  | 65        | 1.21%    |
| білоруська | 2         | 0.04%    |
| Усього     | 5353      | 100%     |

## Економіка
У Маршинцях діють:
- птахофабрика;
- кав'ярня;
- винний міні-завод;
- підприємство з виробництва поліетиленових пакетів «Ритм».

## Соціальна сфера
- Середня загальноосвітня школа
- Дитячий дошкільний навчальний заклад.
- Клуб.
- Амбулаторія ЗПСМ.

## Церква святого Миколая
Своєрідною місцевої пам'яткою архітектури Маршинців є церква святого Миколая, яка зведена у 1887 році з червоної цегли, і є унікальною пам'яткою культової архітектури, єдиною у своєму роді у Північній Буковині та Північній Бессарабії, проте, не потрапила до жодного реєстру. У 1913 році відбулось освячення церкви святого Миколая — подія великого духовного значення для мешканців села. У 1914 році перебудована з червоної цегли. Будівництво тривало впродовж 16 років.
Саме в цій церкві, у 1970 році, Софія Ротару та Анатолій Євдокименко хрестили сина Руслана.
У 2014 році в селі відзначалось 100-річчя церкви.
7 серпня 2022 року Софія Ротару, з нагоди свого 75-річчя, приїхала до рідного села Маршинці для відзначення свого ювілею.

## Особистості
Уродженці села:
- Софія Ротару (нар. 1947) — естрадна співачка, народна артистка СРСР, народна артистка України.
- Аурелія Ротару (нар. 1958) — естрадна співачка, народна артистка України.
- Георгій Агратіна (нар. 1948)  — український виконавець на народних інструментах.
- Лілія Сандулеса (нар. 1958) — естрадна співачка, народна артистка України.
- Олексій Арсеній — український військовослужбовець, учасник російсько-української війна[10]